# Crotalaria heidmannii
Crotalaria heidmannii är en ärtväxtart som beskrevs av Schinz. Crotalaria heidmannii ingår i släktet sunnhampor, och familjen ärtväxter. IUCN kategoriserar arten globalt som livskraftig. Inga underarter finns listade i Catalogue of Life.